# Bernard van Merode (1510-1591)

Wapen van Bernard van Merode (1510-1591)

Bernard van Merode was heer van Rummen, heer van Ramsdonk en, door zijn huwelijk, eigenaar van het aldaar gelegen kasteel van Houtem, thans in Kapelle-op-den-Bos.
Hij maakte deel uit van het Eedverbond der Edelen en behoorde tot de delegatie die in 1566 het tweede Smeekschrift der Edelen aan landvoogdes Margaretha van Parma overhandigde. Na de komst van Alva werd hij in 1568 veroordeeld door de Raad van Beroerten en verloor hij zijn bezittingen. Hij vluchtte met zijn gezin naar Keulen.
Als volgeling van Willem van Oranje nam hij deel aan diens tweede invasie en veroverde hij op 30 augustus 1572 Mechelen voor de prins. Handlangers hadden in de vroege ochtend de Nekkerspoelpoort voor hem geopend. Vanuit Mechelen trok hij naar Dendermonde, waarbij onderweg de kerken van Lippelo en Malderen door zijn troepen werden geplunderd. Hij was hoofd van Oranjes garnizoen in Mechelen maar verliet de stad op 1 oktober voor de oprukkende Don Frederik. De volgende dag onderging Mechelen de Spaanse Furie.
Vanaf 1581 was Merode plaatsvervanger van Willem van Oranje in Friesland, waar hij zich zo gehaat maakte dat hij in 1583 werd teruggeroepen en opgevolgd werd door graaf Willem Lodewijk van Nassau-Dillenburg.
Hij trouwde met Maria van Zevenbergen. Uit zijn huwelijk zijn de volgende kinderen geboren:
- Magdalena van Merode (1565-1615)
- Agnes van Merode (1565-). Zij trouwde in 1590 met Bernard de la Douve.
- Floris van Merode (1570-1627) heer van Rummen. Hij trouwde (1) in 1591 met Maria van Merode (1566-1619). Hij trouwde (2) in 1606 met Margaretha van Gendt.
- Bernard van Merode (1570-1640) heer van Asten en Grambais, berucht heksenvervolger. Hij trouwde ca. 1595 met Catharina van Brederode.